# Burgruine Igelsburg

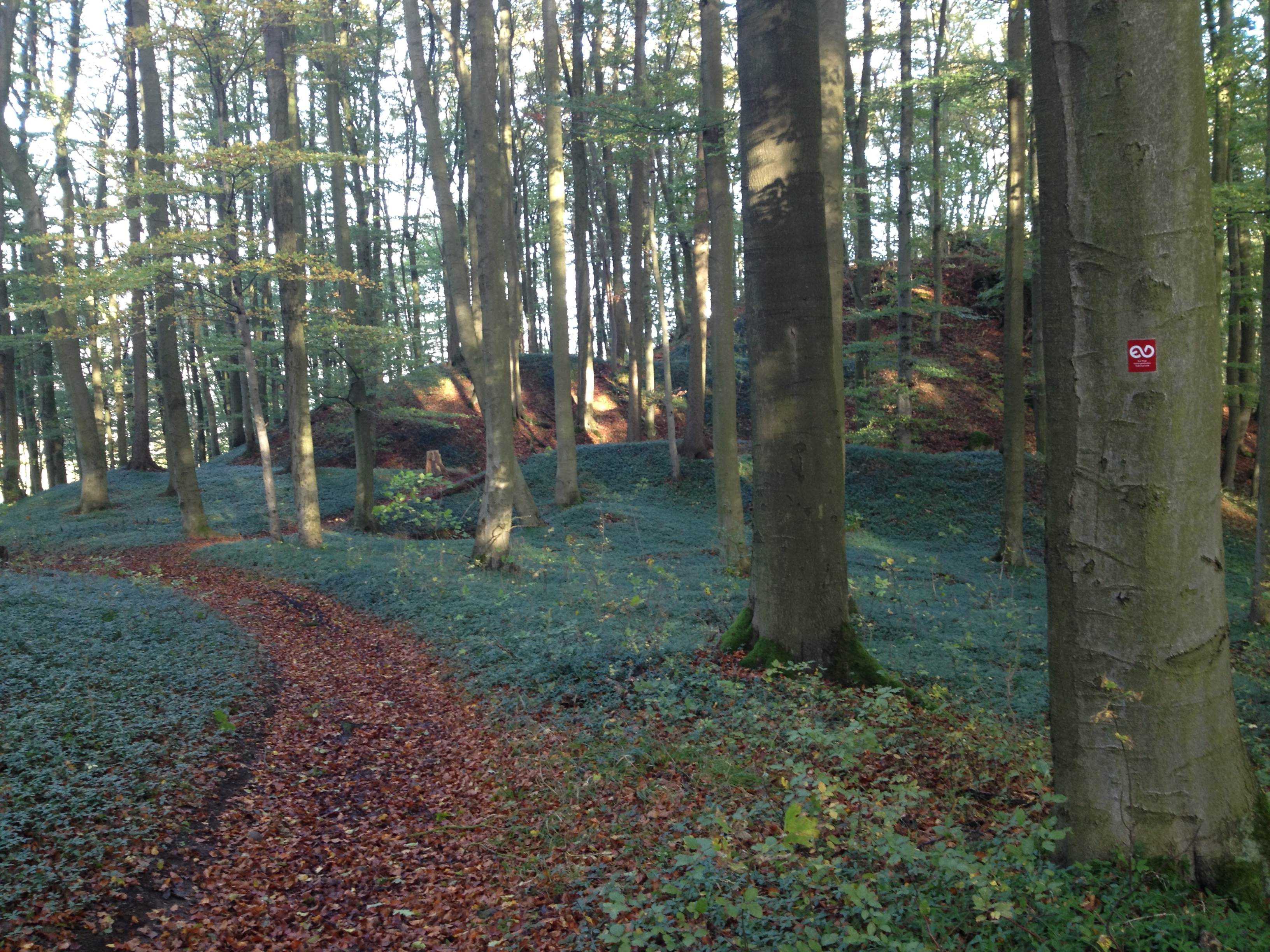
Wanderweg an der Igelsburg

Die Igelsburg (althochdeutsch: Zwergenburg; anfangs Engelsburg genannt) ist eine abgegangene Höhenburg in der Gemarkung der Gemeinde Habichtswald im nordhessischen Landkreis Kassel (Deutschland).

## Geographische Lage
Der Standort der ehemaligen Igelsburg liegt im Naturpark Habichtswald im Norden des Hohen Habichtswaldes etwas über 9 km nordwestlich der Kasseler Innenstadt und knapp 2 km östlich des Ortskerns von Habichtswald-Dörnberg (jeweils Luftlinie).
Die Igelsburg wurde westlich des Oberlaufs der Ahne am Nordende einer 466 m ü. NHN hohen Basaltkuppe bzw. -rippe errichtet, die sich maximal etwa 30 m über ihr direktes Umland erhebt und früher von den Einheimischen Junkerkopf genannt wurde.

## Geschichte

### Burg
Es ist nicht mehr eindeutig feststellbar, wann die in Holzbauweise errichtete Palisadenburg, erbaut wurde. Vermutlich diente sie bereits Karl dem Großen bzw. dessen Truppen in den Sachsenkriegen (772 bis 804) als strategischer Vorposten zur Sicherung des Frankenreichs.
Mehreren Zeichnungen, die sich auf einem Schild nahe der ehemaligen Burg befinden, ist zu entnehmen, dass die Igelsburg wahrscheinlich nicht als klassische Burganlage eingestuft werden kann. Denn innerhalb von vier teils heute noch gut zu erkennenden Ringwällen sind auf dieser Skizze vier Häuser zu sehen, davon zwei auf dem Gipfel, die beiden anderen etwas weiter unten.
Historiker vermuten, dass das Adelsgeschlecht der Freiherren von Dörnberg, das 1100 in der Habichtswalder Gegend erstmals erwähnt wird, seinen Sitz auf der Burg hatte. Vermutlich bereits im 12. oder 13. Jahrhundert zerfielen die Holzhäuser der Igelsburg.

### Töpferei
Nicht erst 1969 ergaben Ausgrabungen, dass es auf den der Burg etwas weiter westlich vorgelagerten Wiesen und Feldern zwischen 1350 und 1450 eine kleine Töpferei gab, die auf einem kleinen Hügel stand; darauf verweisen Funde aus der Mitte des 13. und dem ersten Drittel des 14. Jahrhunderts sowie zwei kleine Teiche im Wald, von denen die Töpferei das für das Aufschlämmen des Tons benötigte Wasser bezog. In diesem Betrieb wurden vermutlich Tongefäße für den einfachen Bürger angefertigt, worauf Tonscherben schließen lassen.

## Verkehrsanbindung
Etwa 700 m nördlich unterhalb der einstigen Igelsburg verläuft die Bundesstraße 251 (dort Wolfhager Straße genannt). Sie führt kurvig vom Kasseler Stadtteil Harleshausen, die Rasenallee kreuzend, westwärts durch den Habichtswald und passiert nach wenigen Kilometern die alte Gaststätte Ahnetal, die neben einer engen Rechtskurve der Straße im Ahnetal steht. Nach Verlassen des Habichtswaldes verläuft die B 251 durch die Habichtswalder Gemeindeteile Dörnberg und Ehlen ostwärts zur Anschlussstelle Zierenberg der Bundesautobahn 44. 
Am Rand des Habichtswaldes liegt nahe der B 251 etwa 1,5 km östlich der Ortschaft Dörnberg bei einem alten Schotterwerk der Wandererparkplatz Igelsburg (⊙). Von dort läuft man westlich oberhalb der im Wald versteckt fließenden Ahne eine spärlich asphaltierte Bergwerksstraße bergauf, die für den öffentlichen Kraftfahrzeugverkehr gesperrt ist. Beim etwa 500 m südlich der B 251 nach rechts abknickenden Waldrand biegt man nach Westen und kurz darauf nach Süden zur einstigen Burgstätte ab.
Vor der ehemaligen Gaststätte Igelsburg (1911 bis 1996) befindet sich links eines benachbarten Fahrweges eine kleine Schautafel mit Informationen zur ehemaligen Burg.

## Ausflugsziele
Im Habichtswald – oberhalb der ehemaligen Igelsburg – liegt in einem ehemaligen Tagebau der Silbersee, ein nach Ende des Basaltabbaus entstandener See. Von dort führen Wanderwege zur Gaststätte Silbersee und entlang der Ahne zum Herkules, an dem die Kasseler Wasserspiele im Bergpark Wilhelmshöhe beginnen.